# Historia Żydów w Bełchatowie
Historia Żydów w Bełchatowie – dzieje Żydów w Bełchatowie

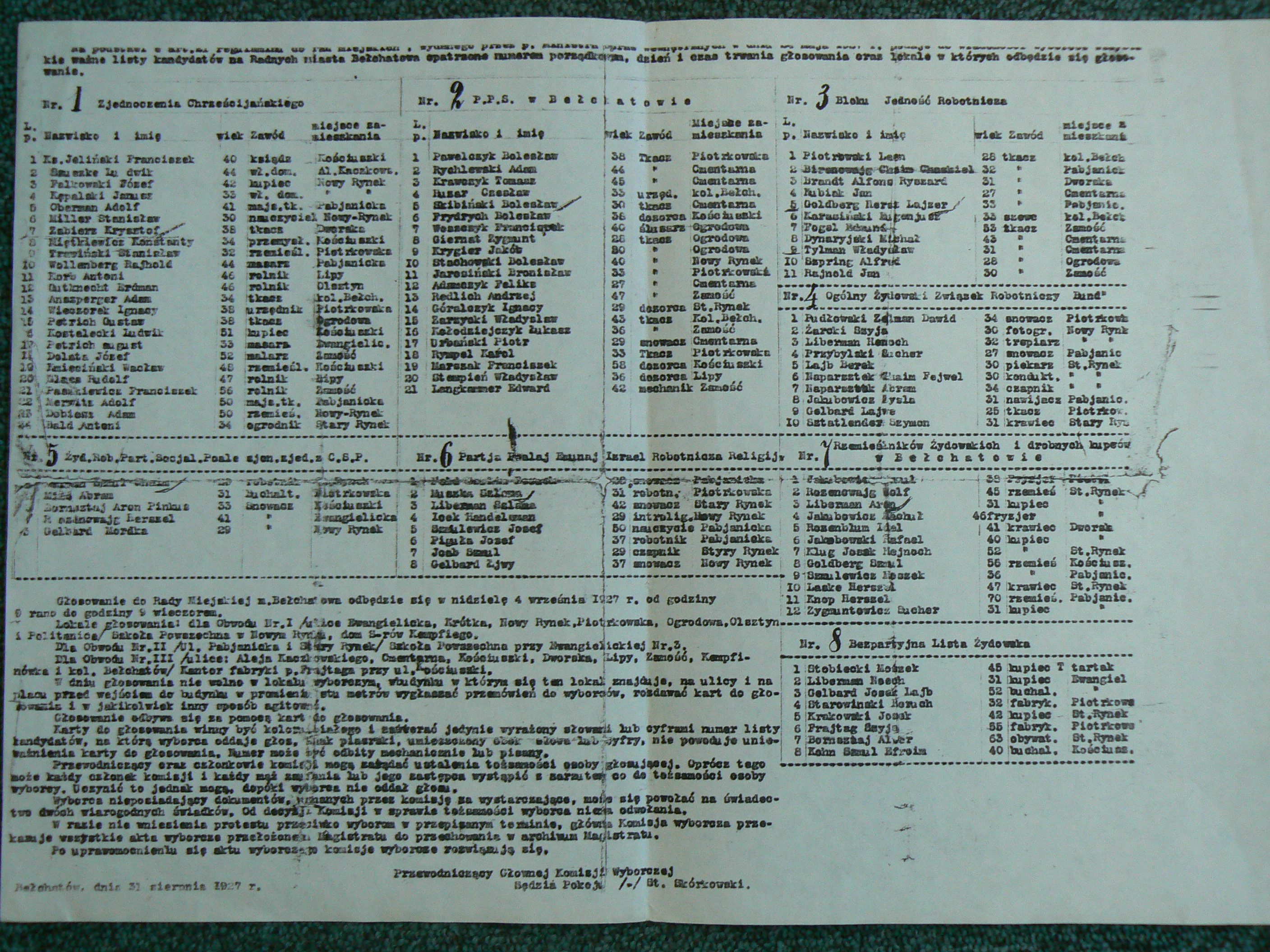
Ogłoszenie informujące o rozmieszczeniu lokali wyborczych oraz listach partyjnych w czasie wyborów do Rady Miejskiej w Bełchatowie w 1927 r.

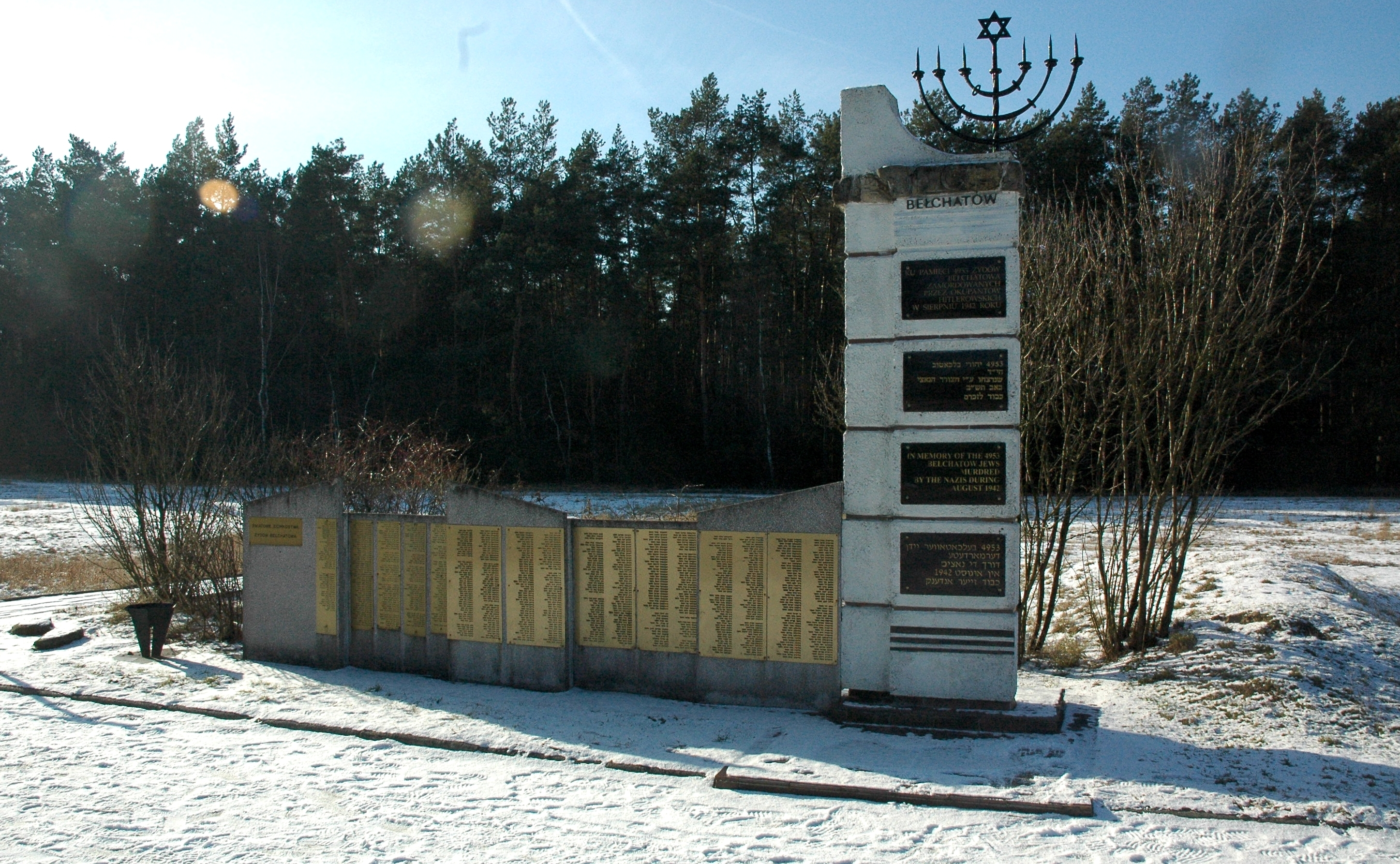
Pomnik upamiętniający bełchatowskich Żydów, zamordowanych w nazistowskim obozie zagłady Kulmhof (Chełmno nad Nerem)

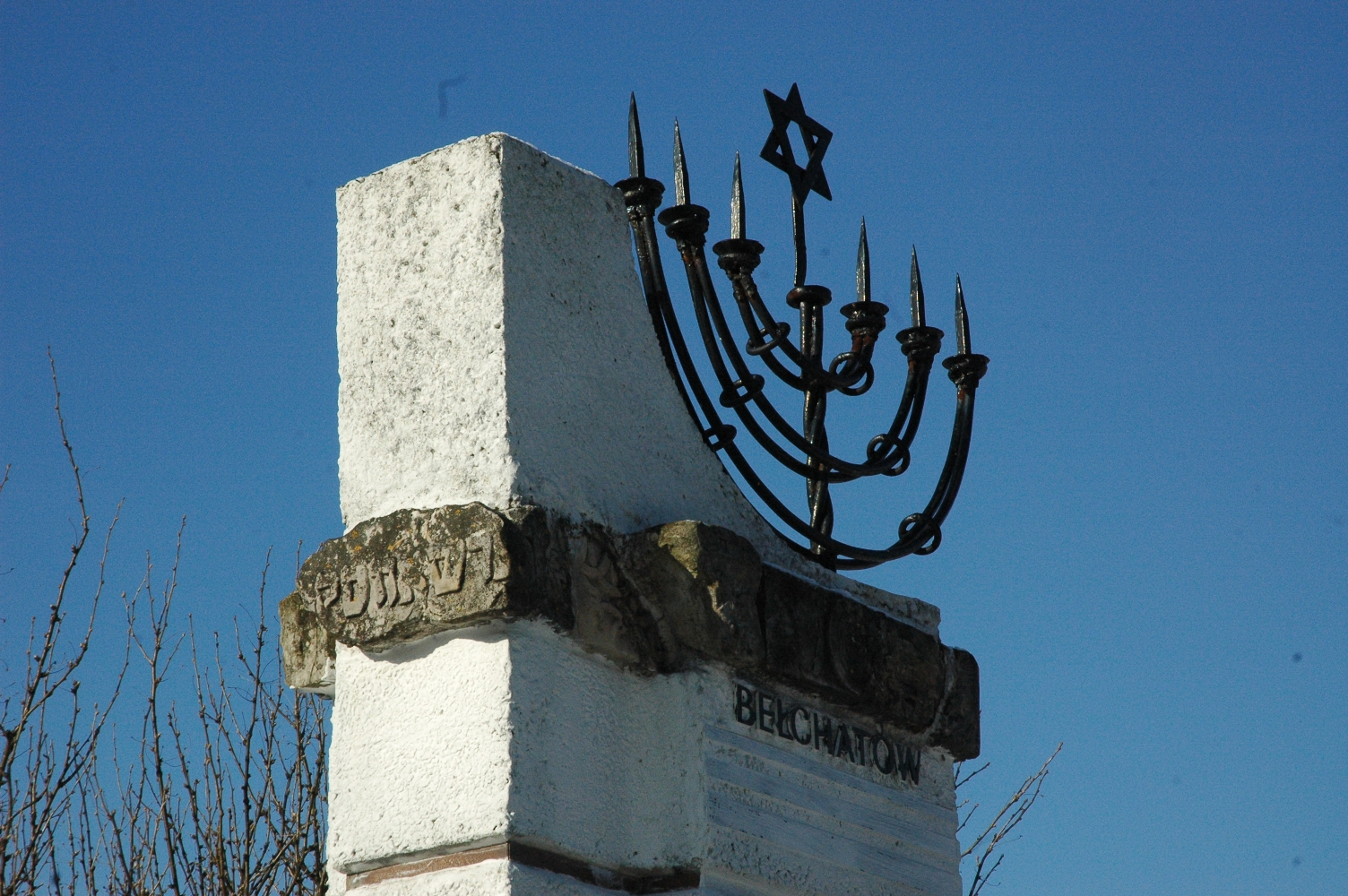
Pomnik – detal

## do 1939 roku
W 1832 roku Bełchatów należał do szeregu (246) miast, w których Żydzi nie podlegali ograniczeniom osiedlania się z uwagi na to, że była to prywatna własność dziedzica. Przyczyniło się to do znacznego napływu ludności żydowskiej do Bełchatowa i rozwoju samego miasta, które w tym okresie konkurowało z leżącymi na południe od miasta Grocholicami. Pierwsza bełchatowska synagoga została wybudowana w 1824 roku, zaś w 1893 roku została na jej miejscu postanowiona nowa – murowana. W tym samym roku (25 czerwca) utworzono w Bełchatowie pierwszą parafię (dzisiejsza parafia Narodzenia Najświętszej Maryi Panny przy ul. Kościuszki), której proboszczem został ks. Leon Zaremba.
Od tej pory przez 46 lat istniały obok siebie w koegzystencji 3 parafie, 3 wyznania i 3 narodowości.
W 1860 roku – według spisu sporządzonego przez ówczesnego burmistrza miasta, Majewskiego – w Bełchatowie mieszkało 325 Polaków (stanowiących 22% mieszkańców miasta), 35 Niemców (2% mieszkańców) oraz aż 1139 Żydów, stanowiących 76% mieszkańców.
W 1801 roku powstała w Bełchatowie pierwsza manufaktura Józefa Kaczkowskiego, zaś pod koniec XIX wieku w mieście istniały 32 manufaktury tkackie, w tym Chaima Tuska, Lejzora Warszawskiego, Szai Fajwina, Arona Warszawskiego i Jankiela Gudermana. Na przełom XIX i XX wieku datuje się otwarcie dwóch większych firm tkackich: manufaktury Mendla Tuska i Lejzora Warszawskiego (był on również właścicielem tartaku parowego w Bełchatowie). W 1901 Żyd Perec Frajtag otworzył pierwszą mechaniczną tkalnię w Bełchatowie, co stanowiło dużą rewolucję w produkcji.
O dużym znaczeniu przedstawicieli narodu żydowskiego w Bełchatowie może świadczyć również lista partii politycznych, które wystawiały swoich kandydatów w wyborach do Rady Miejskiej, które odbyły się 4 września 1927 r.
- Partia Zjednoczenia Chrześcijańskiego (lista nr 1)
- PPS w Bełchatowie (lista nr 2)
- Partia Bloku Jedność Robotnicza (lista nr 3)
- Ogólny Żydowski Związek Robotniczy „BUND” (lista nr 4)
- Żydowska Robotnicza Partia Socjalistyczna „Poale – Syjon” (lista nr 5)
- Partia „Poalej Emunaj Izrael” (lista nr 6)
- Partia Rzemieślników Żydowskich i drobnych kupców w Bełchatowie (lista nr 7)
- Bezpartyjna Lista Żydowska (lista nr 8)

Z 8 startujących ugrupowań aż 5 było związanych z bełchatowskimi Żydami.
W latach 30. XX wieku w Bełchatowie istniały również – obok zespołów sportowych Organizacji „Strzelec”, Organizacji Młodzieży Socjalistycznej SKRA, Organizacji Młodzieży Niemieckiej „KONKORDIA” – trzy żydowskie organizacje sportowe: „Hapoel”, „Nordia” i „Gwiazda”.
W 1931 funkcjonowała prywatna szkoła BUND-u dla 60 dzieci oraz 2 chedery dla 100 do 120 dzieci. Jednak nadal około 200 dzieci – pochodzących głównie z biedoty żydowskiej – nie miała możliwości kształcenia się.
Najważniejsze budynki związane z żydowską częścią mieszkańców Bełchatowa – dom gminy żydowskiej, łaźnia żydowska (tzw. Mykwa), rzeźnia uboju koszernego oraz synagoga – znajdowały się przy ul. Ewangelickiej (dzisiejsza ul. Lecha i Marii Kaczyńskich). Przy tej samej ulicy znajdował się kościół ewangelicki (obecnie zburzony, był na rogu obecnych ulic Lecha i Marii Kaczyńskich i Piłsudskiego), którego pastor Jakub Gerhardt stanął na czele niemieckich nacjonalistów z Bełchatowa tuż przed rozpoczęciem II wojny światowej.

## Okres okupacji niemieckiej
Po zajęciu Bełchatowa Niemcy 1 marca 1941 r. utworzyli w mieście getto bełchatowskie, które mieściło się w granicach dzisiejszych ulic Fabrycznej, Pabianickiej, Sienkiewicza (dawniej ul. Ogrodowa) oraz Placu Narutowicza. Osadzono w nim około 5000 Żydów z Bełchatowa oraz okolic. Burmistrzem miasta został Tramler, zaś wiceburmistrzem Otto Frey. Żydzi mieli obowiązek noszenia żółtej gwiazdy na plecach, mogli chodzić tylko brzegiem ulic, wyłącznie w określonych godzinach. Obowiązywał ich także zakaz handlu i rzemiosła.
Domy należące do bogatych Żydów oddano bełchatowskim Niemcom oraz Volksdeutscherom. Żydom kazano wynieść święte księgi z synagogi i je spalić.
Po włączenia Bełchatowa do Kraju Warty (pod wpływem bełchatowskich Niemców na czele z pastorem Gerhardtem) miasto zostało oddzielone od powiatu piotrkowskiego i zostało przyłączone do powiatu łaskiego z siedzibą landratu w Pabianicach.
11 marca 1940 roku na żądanie landratu łaskiego Gerhadt sporządził listę bełchatowskich Żydów: 5200 osób, w tym 12 osób należących do Rady Starszych, z prezesem Abrahamem Erlichem (kasjerem Banku Żydowskiego). W maju 1940 roku miejsce pastora Gerhardta zajął przysłany przez Rzeszę Tramler, który to rozpoczął stosowanie zorganizowanej przemocy wobec Żydów w Bełchatowie. W bełchatowskim getcie wciąż przybywało Żydów. 19 sierpnia 1940 roku (według pierwszego okupacyjnego spisu ludności w Bełchatowie) było ich 5300 (przy 1150 Niemcach oraz 5000 Polaków), zaś 21 stycznia 1942 roku – 5560.
W marcu 1942 roku w odwecie za akcję ruchu oporu komendantura w Łasku w wydanym okólniku nakazała powieszenie 10 Żydów z każdego skupiska. W Bełchatowie gestapo aresztowało 16 Żydów, dając możliwość wykupienia 6 z nich. Początkowo Niemcy zaproponowali wymianę 6 aresztowanych na osoby chore psychicznie lub kalekie, wskazane przez Radę Starszych, jednak Rada odrzuciła tę propozycję. Rada Starszych – po pertraktacjach z Niemcami – złożyła okup zebrany od rodzin aresztowanych w wysokości 15 tys. marek, 16 kilogramów srebra i 1 kilograma złota. Wśród wykupionych Żydów byli: Szmul Jakubowicz, Berl Rubensztajn, Majer Czechowski, Flakowicz, Szlejma Szmulewicz i Mojsze Klug. Egzekucję pozostałych 10 pojmanych wykonano 18 marca. Szubienicę postawiono miejscu dzisiejszego budynku Urzędu Miasta, Żydów z getta, którzy mieli obserwować egzekucję, ustawiono na nasypie (w miejscu dzisiejszej ulicy Mielczarskiego). Powieszeni to: Baum Rachmit (tkacz), Erlich Jankiel (księgowy), Feld Mendel (fabrykant), Idel Lajzerowicz (rzeźnik), Lajbus Landau (tkacz), Lajbo Pelcman (rzeźnik), Chaim Sapiro (fabrykant), Mosze Taube (rybak) i Mosze Wolfowicz (rzeźnik). Zgon stwierdzał dr Wacław Olszewski. Egzekucja miała również stanowić nawiązanie do ocalenia Żydów świętowanego podczas żydowskiego święta Purim, obchodzonego w tym czasie. Wieczorem odbyło się przyjęcie zorganizowane przez Niemców dla działaczy z Bełchatowa i Zelowa, mające nawiązywać do tego święta. Rada Żydowska miała zapewnić catering.
Szubienicę wykorzystaną podczas egzekucji 10 osób 18 marca 1942 r. w Bełchatowie użyto następnego dnia podczas egzekucji Żydów w Zelowie.
W 1942 roku w getcie z powodu bardzo złych warunków sanitarnych wybuchła epidemia tyfusu plamistego. Niemcy postanowili zlikwidować getto. Likwidacja rozpoczęła się 11 sierpnia, zaś 18 sierpnia odjechał ostatni transport. Mieszkańców getta wywożono do obozów zagłady Kulmhof w Chełmnie nad Nerem oraz w Bełżcu i do getta w Łodzi.
W okresie funkcjonowania getta uciekło z niego ok. 150 Żydów.
W 1994 r. Sławomir Dobrzelak nakręcił kilkunastominutowy film dokumentalny „Przerwana historia”, opowiadający o mordzie dokonanym na Żydach z bełchatowskiego getta. Narratorką w filmie jest jedna z obserwatorek egzekucji.